# إدوارد د. غارزا
إدوارد د. غارزا (بالإنجليزية: Edward D. Garza) هو شخصية أعمال وسياسي أمريكي، ولد في 1969 في سان أنطونيو في الولايات المتحدة. حزبياً، نشط في الحزب الديمقراطي.